# YoungHeart Manawatu
YoungHeart Manawatu is een Nieuw-Zeelandse voetbalclub uit Palmerston North. De club werd in 2004 speciaal opgericht om als een van de acht clubs deel te nemen in de gesloten New Zealand Football Championship (de hoogste divisie). De thuiswedstrijden worden in het Memorial Park gespeeld, dat plaats biedt aan 8.000 toeschouwers. De clubkleuren zijn groen-blauw.
In de seizoenen 2005/06 (uitgeschakeld in de 2e ronde), 2006/07 (in de play-off verslagen door Auckland City FC) en 2008/09 (halve finale) bereikte de club de eindronde van de NZFC. Voor het tiende seizoen van de NZFC (2013/14) werd de club vervangen door Wanderers SC (de competitienaam van het Nieuw-Zeelands U20-voetbalelftal) en werd YoungHeart ingedeeld in de ASB Youth League.
In 2006 trad de club aan in de OFC Club Championship als tweede Nieuw-Zeelandse vertegenwoordiger dankzij de behaalde tweede plaats in de reguliere competitie.

## Competitieresultaten 2004-2013
| 8 |

| 2 |

| 2 |

| 6 |

| 3 |

| 6 |

| 8 |

| 8 |

| 8 |

| NZFC |

| NZFC |

| 8 |

| 2 |

| 2 |

| 6 |

| 3 |

| 6 |

| 8 |

| 8 |

| 8 |

| NZFC |

| NZFC |

## Internationale wedstrijden
| Seizoen | Competitie            | Ronde        | Land                     | Club         | Uitslagen |
| ------- | --------------------- | ------------ | ------------------------ | ------------ | --------- |
| 2006    | OFC Club Championship | Groep        | Vlag van Fiji            | Nokia Eagles | 2-2       |
| 2006    | OFC Club Championship | Groep        | Vlag van Nieuw-Caledonië | AS Magenta   | 3-0       |
| 2006    | OFC Club Championship | Groep        | Vlag van Vanuatu         | Tafea FC     | 1-6       |
| 2006    | OFC Club Championship | HF           | Vlag van Tahiti          | AS Pirae     | 1-2       |
| 2006    | OFC Club Championship | 3e/4e plaats | Vlag van Fiji            | Nokia Eagles | 4-0       |

## Bekende (oud-)spelers
- Peni Finau
- Osea Vakatalesau